# Милосав Милосављевић (каменорезац)
Милосав Милосављевић (1834–1870) из села Лисице био је један је од најбољих драгачевских каменорезаца с почетка друге половине 19. века. Клесао је споменике широм западне Србије.

## Живот
Као клесар, био је самоук. Умро је млад. У књигу умрлих свештеник је уписао да је имао два заната: био је терзија и „каменописни резац”.

## Дело
Надгробнике је углавном израђивао истакнутијим Драгачевцима: четовођама, сеоским кметовима и трговцима.
Одликује га китњаста орнаментика: „свеједно да ли је симбол војаштва (пушка), власти (кметовски штапови), хришћанства (крстови, чираци, воштанице), а не изостају ни голубови који зобљу грожђе, нити лозице биљака”.
Потпис му је сачуван се надгробним споменицима у Грабу и Миросаљцима.

## Епитафи
Биографске податке о покојницима исписивао је правилним, дубоко усеченим словима предвуковске азбуке.

Споменик Николи Илићу (†1864) (Граб, Илића-Јовичића гробље)
Пред овим биљегом
почива раб Божи
НИКОЛА ИЛИЋ
бивши Воиник стоеће Воиске,
у Београду
при Владенију Књаза
АЛЕКСАНДРА Карађорђев:
после тога биое Четовођа
народне Воиске 4. г:
поживи 35. г:
умре, 31. јулија 1864. г:
Оваи Биљег,
подиже отац Его гаврило
писа Милосав Милосављев.
из лисица

Споменик Гаврилу Илићу (†1867) (Граб, Илића-Јовичића гробље)
Овде почива
благословени раб божи
ГАВРИЛО Илић
бивши Трговац Свињарски
и жител села Граба
поживи 66. Г. честно и поштено
престависе 25 фервуарија 1867. год.
оваи споменик подигошему:
син МАРКО и синовац Милисав
писа Милосав Милосавлавић
из Лисица

Споменик Тодору Кнежевићу (Јојићу) (†1867) (Миросаљци, Јојића гробље)
О мили роде постој мало овде
и прочитај жалостиве речи ове:
Овде почива раб Божи
ТОДОР
син поч : Јована Кнежевића
из Миросаљаца
Б[ивши] трговац и кмет овог села :
поживиое 40 Г. честито и поштено
а погибе борећи се с хајдуцима
на друму код потока у Миросаљцима
9. јуна 1867 г.
Овај биљег подигошему браћа
Ристо и Петар Јојић.
Писа Милосав Милосављевић
из Лисица.